# Nicolás Bruno
Nicolás Bruno López (ur. 24 lutego 1989 w Buenos Aires) – argentyński siatkarz, reprezentant kraju, grający na pozycji przyjmującego.

## Sukcesy klubowe
Liga argentyńska:
- 2012, 2013, 2015, 2016
- 2007

Puchar ACLAV:
- 2015

Puchar Master:
- 2016

Superpuchar Belgii:
- 2016

Liga belgijska:
- 2018
- 2017

Puchar Turcji:
- 2021, 2023[6]

Puchar Challenge:
- 2022[7]

Liga turecka:
- 2022[8], 2023[9]

Superpuchar Hiszpanii:
- 2023[10], 2024[11]

Puchar Króla Hiszpanii:
- 2024[12], 2025[13]

Liga hiszpańska:
- 2024[14], 2025[15]

## Sukcesy reprezentacyjne
Mistrzostwa Świata Juniorów:
- 2009

Igrzyska Panamerykańskie:
- 2019
- 2011

Memoriał Huberta Jerzego Wagnera:
- 2012

Puchar Panamerykański:
- 2017, 2018
- 2019

Mistrzostwa Ameryki Południowej:
- 2017

## Nagrody indywidualne
- 2019: Najlepszy skrzydłowy Pucharu Panamerykańskiego
- 2019: MVP Igrzysk Panamerykańskich w Limie